# Sharanya Srinivas
Sharanya Srinivas (nacida el 3 de enero de 1991) es una cantante de playback india, que ha trabajado para películas del cine tamil. Ella es hija del cantante Srinivas.

## Carrera
Pasó a completar su educación secundaria y después para dedicarse a su carrera musical, expresando su interés por convertirse en una cantante.  Sharanya también pasó clases de producción musical bajo formación de Henry Kuruvila, después de haber cursado otro curso en el Conservatorio de Música de A.R. Rahman KM. Ella recibió críticas positivas por su canción junto a K.J. Yesudas, con un comentario del periódico "The Hindu", admitiendo que tiene la "voz dulce". Su primera canción en Tamil, se desprendió de un álbum del mismo título de una película titulada "Konjam Koffee Konjam Kaadhal" (2012), interpretando su primera canción titulada "Adi Thaahira" junto a Sathya Prakash.  Ella cantó varias canciones en tamil para la película "Raanjhanaa", para A.R. Rahman, interpretando dos canciones Carnatic tituladas como "Kalaarasiga" y "Kanaave Kanaave", describiendo la primera canción titulada "close to her heart". Sharanya también ha interpretado dos canciones en un álbum de su padre para la película "Kangaroo", a dúo con Vijay Prakash y Haricharan. Sus más recientes lanzamientos han sido dos en solitario, interpretando canciones para la película titulada "Panthu".

## Discografía
| Año  | Canción                 | Película                     | Idioma(s) | Director musical |
| ---- | ----------------------- | ---------------------------- | --------- | ---------------- |
| 2000 | "Alangatti Mazhai"      | Thenali                      | Tamil     | A. R. Rahman     |
| 2011 | "Chirakingu"            | The Train                    | Malayalam | Srinivas         |
| 2011 | "Naavoru"               | The Train                    | Malayalam | Srinivas         |
| 2012 | "Adi Thaahira"          | Konjam Koffee Konjam Kaadhal | Tamil     | Phani Kalyan     |
| 2013 | "Kalaarasiga"           | Ambikapathy                  | Tamil     | A. R. Rahman     |
| 2013 | "Kanaave Kanaave"       | Ambikapathy                  | Tamil     | A. R. Rahman     |
| 2013 | "Electro Love"          | Kangaroo                     | Tamil     | Srinivas         |
| 2013 | "Nenjukkuzhi"           | Kangaroo                     | Tamil     | Srinivas         |
| 2014 | "Endro Oru Vithaiyaai"  | "Panthu"                     | Tamil     | Nandha           |
| 2014 | "Poovil Paniththuliyum" | "Panthu"                     | Tamil     | Nandha           |